# Dirck Janszoon Sweelinck
Dirck Janszoon Sweelinck (getauft 26. Mai 1591 in Amsterdam; † 16. September 1652 ebenda) war ein niederländischer Organist und Komponist.

## Leben
Dirck Janszoon Sweelinck war der älteste Sohn von Jan Pieterszoon Sweelinck und dessen Schüler. 1621 wurde er Nachfolger seines verstorbenen Vaters als Organist der Oude Kerk, ein Amt, das auch schon sein Großvater Pieter Swybbertszoon († 1573) innehatte. Zuvor war der Posten dem blinden Organisten Pieter Alewijnszoon de Vois (um 1580/81–1654) angeboten worden, einem anderen Schüler Jan Pieterszoon Sweelincks, der jedoch ablehnte.
Um den Jahreswechsel 1644/45 kam es zu einem Konflikt mit der Kirchengemeinde, weil Sweelinck in der Oude Kerk einen katholischen Weihnachtsgottesdienst abgehalten hatte, der von vielen „Papisten“ besucht wurde, was der nie ganz geklärten Frage der Konfessionszugehörigkeit der Familie Sweelinck eine weitere Facette hinzufügt.
Sweelinck wurde besonders als Orgelimprovisator gerühmt, wenn er auch weder als Musikpädagoge noch als Komponist eine vergleichbare Produktivität entwickelte wie sein Vater.

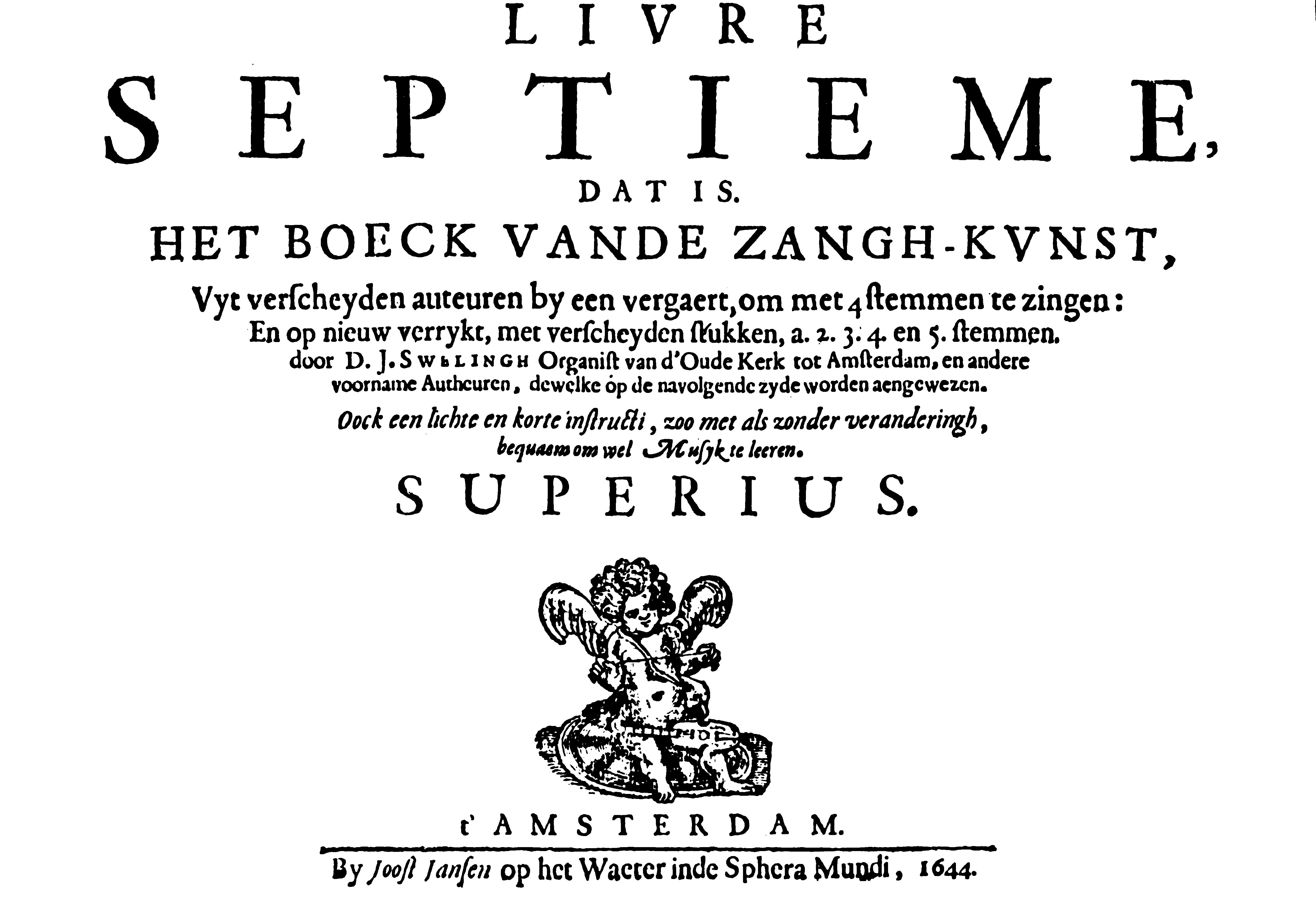
Titelseite der von D. J. Sweelinck herausgegebenen Ausgabe des Livre septieme (1644)

1644 gab er einen erweiterten Nachdruck des ursprünglich 1560 bei Pierre Phalèse in Löwen erschienenen Livre septieme heraus, der beim Musikverleger Joost Jansen in Amsterdam erschien. Dieser Druck enthält sämtliche ihm sicher zugeschriebenen Kompositionen.
Sweelinck war Mitglied des als Muiderkring bekannten Intellektuellenkreises um Pieter Corneliszoon Hooft.
Jacob van Noordt (um 1616–1680), der Bruder des Komponisten Anthoni van Noordt, wurde sein Nachfolger und war vermutlich sein Schüler.

## Werke
- Cäcilienlied Cecilia vol deucht, die u is voor getreden, fünfstimmig
- So droeg Kleopatra, zweistimmig, Text von Joost van den Vondel
- Oculus non vidit, dreistimmiger Kanon

zugeschriebene Werke:
- Hoe schoon lichtet de morghen ster (Wie schön leuchtet der Morgenstern), vierstimmiger Satz des lutherischen Chorals
- Eröffnungsvariation einer anonymen Variationsreihe in Ms. Lynar B 2[5][6]